# 大台街道
大台街道，是中华人民共和国北京市门头沟区下辖的一个乡镇级行政单位。
是北京市唯一一个深山区街道。

## 行政区划
大台街道下辖以下地区：
落坡岭社区、桃园社区、双红社区、大台社区、黄土台社区、灰地社区、玉皇庙社区、木城涧社区和千军台社区。

## 中国传统村落
2013年8月，千军台村获批第二批中国传统村落称号。